# طوف العكرة (وشحة)

تعديل مصدري - تعديل

طوف العكرة هي إحدى قرى عزلة ضاعن بمديرية وشحة التابعة لمحافظة حجة، بلغ تعداد سكانها 39 نسمة حسب تعداد اليمن لعام 2004.